# 1380
- Wikisource

| Calendário gregoriano                                                        | 1380 MCCCLXXX                                         |
| Ab urbe condita                                                              | 2133                                                  |
| Calendário arménio                                                           | 829 – 830                                             |
| Calendário bahá'í                                                            | -464 – -463                                           |
| Calendário budista                                                           | 1924                                                  |
| Calendário chinês                                                            | 4076 – 4077 Início a 6 de fevereiro (aproximadamente) |
| Calendário copta                                                             | 1096 – 1097                                           |
| Calendário etíope                                                            | 1372 – 1373                                           |
| Calendários hindus - Vikram Samvat - Calendário nacional indiano - Cáli Iuga | 1435 – 1436 1301 – 1302 4480 – 4481                   |
| Calendário Holoceno                                                          | 11380                                                 |
| Calendário islâmico                                                          | 782 – 783                                             |
| Calendário judaico                                                           | 5140 – 5141                                           |
| Calendário persa                                                             | 758 – 759                                             |
| Calendário rúnico                                                            | 1630                                                  |
| Calendário solar tailandês                                                   | 1923                                                  |

1380 (MCCCLXXX, na numeração romana) foi um ano bissexto do século XIV do Calendário Juliano, da Era de Cristo, e as suas letras dominicais foram  A e G (52 semanas), teve início a um domingo e terminou a uma segunda-feira.
| Ano completo                       |
| ---------------------------------- |
| Ano bissexto com início ao domingo |

## Eventos
- 8 de Setembro - Batalha de Kulikovo: vitória russa sobre os tártaros.
- Olivier de Clisson sucede a Bertrand du Guesclin como Condestável de França
- É fundada a Companhia das Naus, por D. Fernando I

## Nascimentos
- Isidoro de Kiev, cardeal grego-cipriota (m. 1463)
- Pedro Fernández Portocarreiro, foi V senhor de Moguer e IV Senhor de Villanueva del Fresno, m. 1439.
- Jaime II de Urgel, foi Vice-rei da Catalunha entre 1407 e 1410, m. 1433.
- Tomás de Kempis, monge e escritor alemão (m. 1471).

## Mortes
- 29 de Abril - Santa Catarina de Siena (n. 1347)
- 16 de Setembro - Rei Carlos V de França (n. 1338)
- 24 de Dezembro - Johannes Noviforensis, foi humanista, chanceler de Carlos IV, Bispo de Naumburg, Arcebispo de Olmütz, eleitor de Breslau e autor tcheco de expressão latina. (n. 1310).
- Bertrand Du Guesclin, condestável da França.